# KochiKame

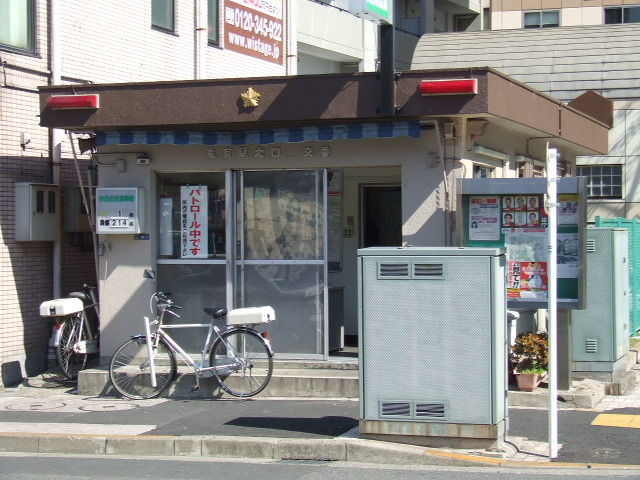
O verdadeiro bairro policial onde foi baseado o mangá.

Kochira Katsushika-ku Kameari Kōen-mae Hashutsujo (こちら葛飾区亀有公園前派出所, literalmente, Esta é a esquadra da polícia em frente ao Parque Kameari no Bairro Katsuhika) (Abrevidado para KochiKame) é uma série de mangá e anime. Em Portugal é conhecida como KochiKame: A Louca Academia de Polícia. É o mangá mais longo da Shonen Jump, com 201 volumes publicados, e um dos mais vendidos da revista, tendo vendido mais de 156 milhões de cópias. 

## Sinopse
A série conta as histórias de um grupo de polícias da cidade de Tóquio, em especial as histórias de Kankichi Ryotsu, o protagonista da série que se mete em todos os tipos de sarilhos possíveis, arrastando as outras personagens com ele, que podem ir desde uma simples sesta até ao caos universal.   
Os personagens principais contracenam com vendedores, empresários, magnatas, detetives, professores malucos, identidades divinas, personalidades ligadas às artes marciais, e claro, com criminosos.  
O estilo de humor do desenho baseia-se na capacidade de Ryotsu relacionar-se bem com os restantes personagens principais e na incapacidade e fúria dos personagens recorrentes, sendo bastante odiado por muitos deles, em particular por mulheres.  

## Personagens principais
Kankichi Ryotsu (両津 勘吉, Ryōtsu Kankichi) é o protagonista da série. 
É geralmente o responsável pelos acidentes que acontecem na série. 
Trabalha como polícia na esquadra do parque de Kameari. 
É um homem de 36 anos com mentalidade de 12, preguiçoso, oportunista, e prova disso é as vezes que fica na esquadra a trabalhar num dos seus passatempos, em vez de estar a patrulhar as ruas. É também conhecido por ser bastante aldrabão, tentando enganar todos para seu proveito, por dinheiro ou poder. Muitas das vezes, mete-se em problemas por causa dos esquemas que arranja para ficar rico. Quando se zanga ou irrita ganha uma força, velocidade e determinação de níveis sobre-humanos que lhe permitem fazer quase tudo, até mesmo coisas que a um ser humano normal seria impossível, sendo o que se destaca mais na parte da detenção e na coragem de arriscar. 
Porém, tem um bom coração e tenta fazer aquilo que acha mais correcto. 
Os seus passatempos preferidos passam por construir modelos de veículos e coleccionar brinquedos, passando muito do seu tempo a brincar com os miúdos no parque e a trocar jogos de vídeo com estes. Geralmente, conduz uma bicicleta branca.
Keiichi Nakagawa (中川 圭一, Nakagawa Keiichi) é o membro mais novo da esquadra de Kameari, e é também considerado como o agente mais bonito da corporação policial de Tóquio. Sendo filho de um dos homens mais ricos do Japão e também do Mundo, não há nada que Nakagawa não possa ter. Tal como Reiko, também fala bem inglês, além de ser muito bom no desporto. 
Embora, seja rico, não mostra a arrogância que Ryotsu poderia mostrar se fosse. Ao contrário dos outros agentes da polícia, usa um uniforme amarelo, o qual vale uma fortuna. É bastante responsável, mas de vez em quando mete-se em problemas por ajudar Ryotsu nos seus esquemas. 
Muitas das vezes, é ele quem pagas as dívidas deste. 
Apesar disso, respeita bastante Ryotsu como seu superior, mas também como amigo.  
A meio da série, eles chegam mesmo a ser parentes, à custa do casamento do irmão mais novo de Ryotsu.  
Geralmente, conduz um Ferrari vermelho.
Reiko Catherine Akimoto (秋本･カトリーヌ･麗子, Akimoto Katorīnu Reiko) é a colega de Ryotsu, e tal como Nakagawa é filha de um poderoso milionário. 
Fala fluentemente várias línguas, entre as quais o francês e o inglês.  
Veste um uniforme cor-de-rosa, pois tal como Nakagawa, não gosta de usar o uniforme azul da corporação policial de Tóquio. 
Mete-se em vários problemas, pois sendo bastante bonita, atrai diversos possíveis pretendentes, precisando de ajuda dos colegas e amigos para se livrar deles. 
Além de bonita, é muito simpática e compreensiva, servindo por vezes como uma figura-maternal para todos na esquadra. 
Mas quando se zanga, todos sabem que não se devem aproximar dela, a menos que tenham um desejo ardente de morrer naquele momento. 
Geralmente, conduz um Porsche rosa.
Daijiro Ohara (大原 大次郎, Ōhara Daijirō) é o chefe da esquadra e obviamente, o chefe de Ryotsu.  
Sendo um polícia da velha guarda, odeia o facto de que Ryotsu passe o seu tempo a fazer coisas que não deve, chegando mesmo a castigá-lo por tal.  
Está sempre a gritar com Ryotsu por tudo e por nada, levando a que este se vingue dele nas suas costas.  
Muitas das vezes, proíbe Nakagawa e Reiko de emprestarem dinheiro a Ryotsu, para que este compreenda o valor que tem, na tentativa de o fazer compreender que gastar todo o ordenado em bugiganga é um desperdício de tempo.  
Porém, é compreensivo e admite que Ryotsu é um génio no que toca a regatear preços, chegando muitas vezes a pedir-lhe conselhos sobre negócios que deve fazer. Também convida-o sempre para as noitada e muitas vezes acabam embriagados.  
Ele também costuma receber recompensas da mãe do Ryotsu por nunca o ter despedido e por o ajudar a aumentar a sua postura, sabendo também que Ryotsu teve uma séria discussão com o pai.  
Os seus passatempos incluem praticar caligrafia japonesa e ver sumô. 
Yōichi Terai (寺井洋一, Terai Yōichi), além de Ryostu, Nakagawa, Reiko e Ohara, a esquadra de Kameari tem mais um agente, e esse é Terai, o polícia bonacheirão.   
É simpático e bem disposto, mas um pouco pessimista, sendo logo o primeiro a admitir que um esquema de Ryotstu vai dar para o torto, ainda antes deste dar errado.   
Tenta viver a sua vida pacificamente, pensando sempre na jovem família que tem, do que em si próprio.   
Geralmente, pede ajuda a Ryotsu para conseguir comprar algo, acabando por tudo dar errado.   
Já houve um episódio onde deteve um homem, mas com a ajuda do Ryotsu.   
Ele na série é mais visto a trabalhar na área dos inquéritos policiais.  

## Personagens secundárias
Depois, temos várias personagens que se encontram muitas vezes em problemas quando as suas vidas se cruzam com os planos de Ryotsu.
Hayato Honda (本田速人, Honda Hayato) é o parceiro inseparável de Ryotsu, que trabalha na polícia de trânsito, onde conduz uma mota. 
Ao verem-no pela primeira e ao seu aspecto franzino e frágil, a maior parte das pessoas não o classificaria como uma ameaça. 
Os seus passatempos são cozinhar, coleccionar banda-desenhada e andar de mota.  
Mas quando este sobe para cima da mota, dá-se como que uma súbita mudança de personalidade, mais agressiva e destemida. 
É conhecido pela alcunha de "O Diabo sobre Rodas de Tóquio" e é temido por todos automobilistas e por vezes, também pelos colegas. 
Ryotsu e Honda quando estão juntos, agem como dois patetas e no final acabam sempre metidos em sarilhos.
Komachi Ono (小野小町, Ono Komachi) & Naoko Seishō (清正奈緒子, Seishō Naoko) são duas agentes da polícia de trânsito são inseparáveis. 
Ambas bastante bonitas, tentam a todo o custo arranjar namorado, o que não é fácil pois têm personalidades bastante fortes, mas são bastante tímidas. 
A sua relação com Ryotsu não podia ser pior, pois ambas consideram-no um tipo da pior espécie, dando-lhe as alcunhas de "Gorila" e "Troglodita", devido a não ser muito atraente e por causa da força sobre-humana que tem quando se zanga. 
Porém, reconhecem que este é um bom polícia apesar das coisas que faz, tentando por vezes ser simpáticas com ele. 
Por vezes, pedem-lhe ajuda para resolver problemas em que se metem. 
Tal com Reiko e Ryotsu, quando se zangam ganham uma força sobre-humana. Geralmente, conduzem um carro patrulha.
Tatsunosuke Sakonji (左近寺竜之介, Sakonji Tatsunosuke) é um destemido e orgulhoso lutador de artes marciais, Sakonji é também um dos melhores e mais duros polícias de Kameari.  
Graças à sua incrível força física, é campeão nacional de desportos como karaté, judo e taekwondo. 
Infelizmente, não possui vida própria, passando o seu tempo livre a jogar jogos de vídeo, em especial os jogos de uma saga chamada "Recordações Cor-de-Rosa", pois é um grande fã da protagonista, que se chama Saori, e que o faz lembrar o seu primeiro amor. Por vezes, o facto de adorar a personagem, fá-lo fazer as coisas mais disparatadas, como comprar todos os tipos de bonecas e acessórios que estiverem à venda numa loja.
Rika Saotome (早乙女 リカ, Saotome Rika) é uma agente da polícia que aparece apenas no mangá, que possui um ódio imensamente profundo por Ryotsu e pelas coisas que ele faz. 
Ela dá-se bem com todas as colegas do sexo feminino e, às vezes, sugere maneiras de lidar com o Ryotsu, potencialmente prejudicando ou estragando os seus futuros planos de eventos. 
Saotome e as suas companheiras solteiras moram num dormitório de luxo que faz lembrar um castelo francês.

## Personagens recorrentes
Hiromi Ohara - É a filha do chefe Ohara. Atinada, bonita, sempre bem disposta. 
Professor Ezaki - Um professor de idade que tem ideias malucas para os polícias do parque Kameari. 
Ele é professor, mas também é tão desumano como Ryotsu no modo de agir, embora seja mais pacífico do que ele.
Adora beber chá e viver aventuras.
É também um antigo professor de Nakagawa.

## Televisão

### Japão
No Japão, a série esteve no ar entre 1996 e 2004, onde fez sucesso, quer no público infantil, quer no público adulto. Foi transmitida originalmente na Fuji TV, em horário nobre.  

### Portugal
Em Portugal, o anime estreou em setembro de 2005, no Canal Panda, em castelhano com legendas em português, onde permaneceu até 31 de agosto de 2007. Na sua passagem pelo Canal Panda, foram exibidas apenas as duas primeiras temporadas, na primeira temporada, a série foi intitulada como Louca Academia de Polícia, na segunda temporada, o título original foi mantido.     
No dia 19 de abril de 2008, começou a ser exibida no AXN, na rubrica de animes "Zona Animax", e no mesmo ano, começou a ser exibida no extinto canal Animax, só que desta vez em japonês, com legendagem em português até ao seu encerramento a 9 de maio de 2011.     
De 25 de março de 2013 a 2016, foi exibido no Panda Biggs (atualmente Biggs), novamente em castelhano com legendas em português (como no Canal Panda). No dia 1 de fevereiro de 2018, o Biggs estreou a 5ª temporada, e no ano seguinte, voltou no dia 1 de janeiro de 2019, no slot da madrugada.    